# Testes de armas nucleares na Austrália
O Reino Unido conduziu doze experimentações nucleares na Austrália entre 1952 e 1957. Essas explosões realizaram-se no  Arquipélago Montebello, no extremo noroeste da Austrália Ocidental.
Todos os sítios de ensaio foram contaminados com matérias radioactivas.